# لازلو سزوك
لازلو سزوك (بالمجرية: Szűcs László)‏ (مواليد 27 أكتوبر 1969) هو ملاكم مجري، مثّل بلاده في الألعاب الأولمبية الصيفية 1992.

## روابط خارجية
لاسلو سوتش على موقع بوكس ريك (الإنجليزية) (registration required)
- لاسلو سوتش على موقع أوليمبيديا (الإنجليزية)